# Bourbon Orca
Le Bourbon Orca est un remorqueur de relevage d'ancres et navire de d'approvisionnement navire (Anchor handling tug supply vessel (AHTS)). Ces navires de ravitaillement de remorqueurs de manutention d'ancres sont principalement construits pour manipuler les ancres des plates-formes pétrolières, les remorquer jusqu'à leur emplacement et les utiliser pour sécuriser les plates-formes en place. Les navires AHTS servent parfois aussi de navires d'intervention d'urgence et de sauvetage et de transport de ravitaillement. Il a été construit en Norvège par Ulstein Verft AS à Ulstein et lancé en 2006 pour la société Bourbon Group Norvège (Bourbon Offshore Norway (no)).

## Historique
Le MS Bourbon Orca est un navire norvégien de manutention d'ancres conçu par Ulstein Verft (en) Design AS et de type Ulstein AX104. Le navire a été construit au chantier naval d'Ulsteinvik, dans le comté de Møre og Romsdal, et a été remis à la compagnie maritime Bourbon Offshore Norway AS à l'été 2006. Le MS Bourbon Orca est le premier navire à être livré avec l'étrave inversée (en) Ulstein X-bow en proue.
Le ministre de la Défense de l'époque, Kristin Krohn Devold, a baptisé le navire le 26 juin 2006.

### Actions de sauvetage en Méditerranée, 2014
À l'automne 2014, le navire avec équipage a navigué à plusieurs reprises en Méditerranée où il a pris à bord des réfugiés en route de l'Afrique du Nord vers l'Europe. On estime que près de 2 000 personnes ont ainsi été sauvées. Pour cet action de sauvetage, l'équipage a reçu le 7 décembre 2014 le prix du « héros de l'année » dans le cadre du Norwegian Heroes Award, une collaboration entre la Fondation Gjensidige, le journal norvégien Verdens Gang (VG) et la chaîne de télévision TVNorge.

### À Brest, 2020
Ce remorqueur norvégien, à étrave inversée, va remplacer temporairement à Brest, le remorqueur de haute-mer l'Abeille Bourbon, durant sa période d'arrêt technique.

## Galerie

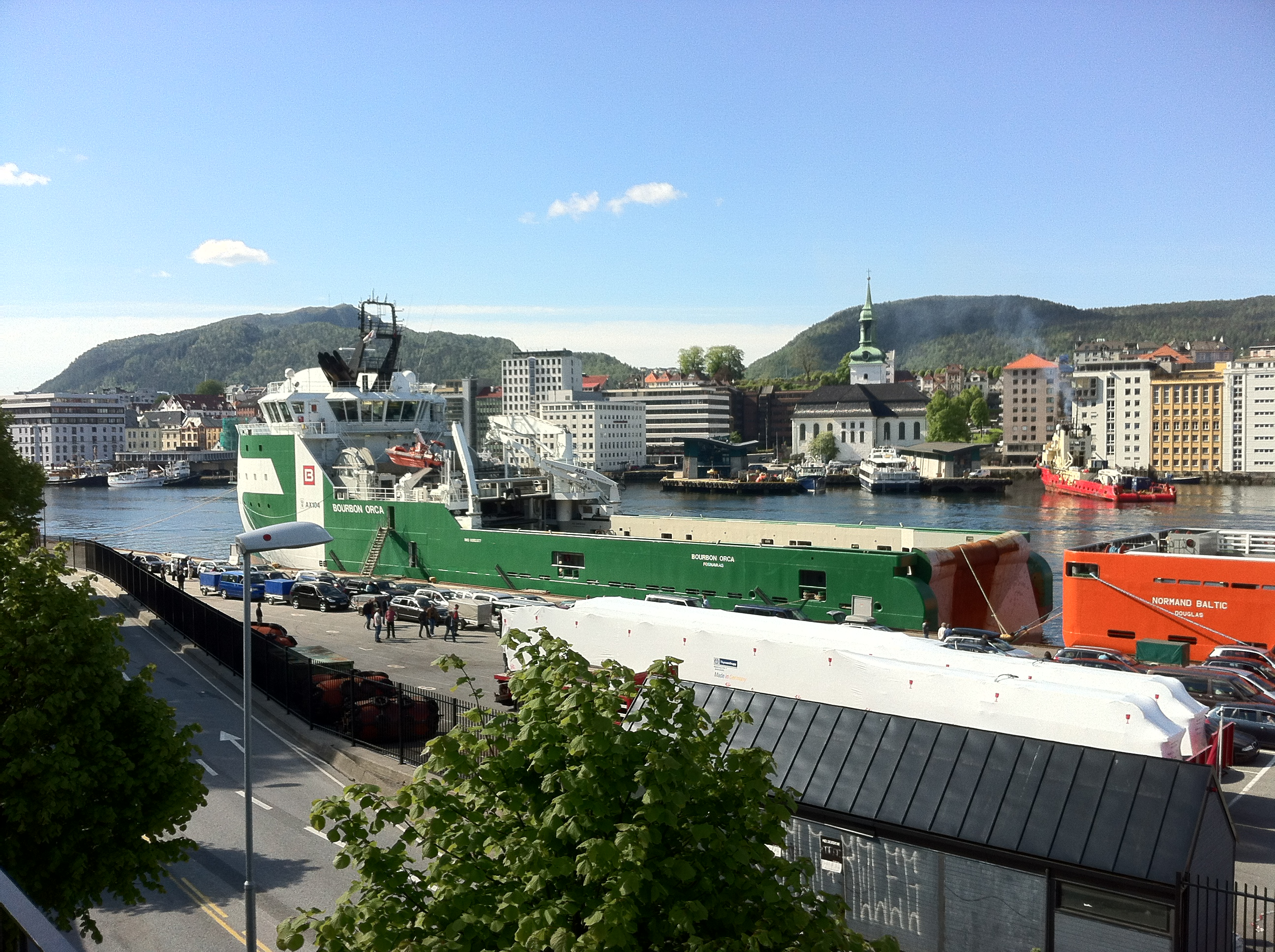
Bourbon Orca à Bergen.
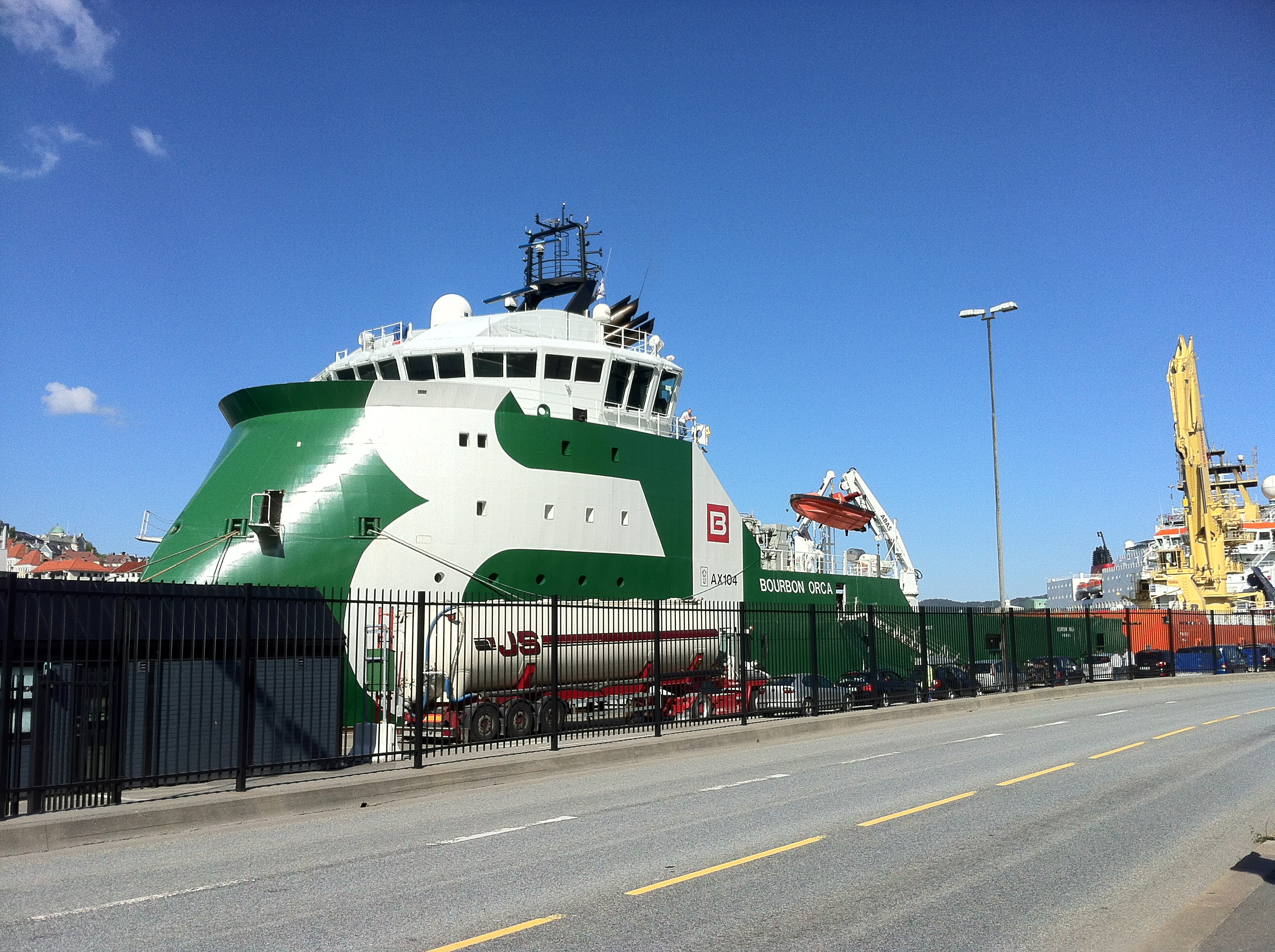
Bourbon Orca à Bergen.
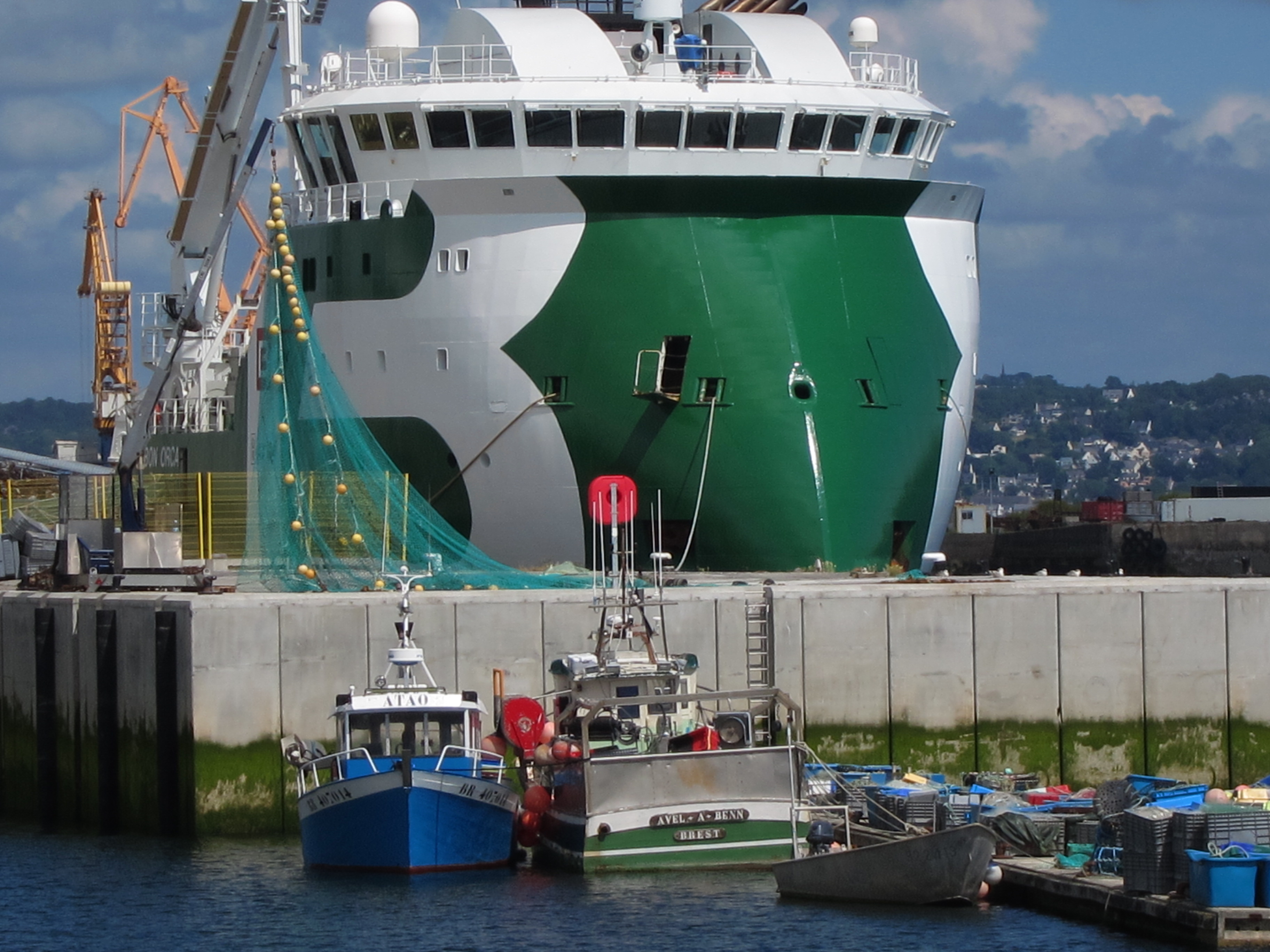
Bourbon Orca à Brest le 14 juin 2020.